# Балмат-Едвардс
Балмат-Едвардс (англ. Balmat-Edwards) — рудне поле в штатті Нью-Йорк, США. Відкрите 1838, інтенсивна розробка — з 1915 року.

## Характеристика
Включає два родовища цинкових руд: Балмат і Едуардс. Рудовмісна товща складена зім'ятими в складні складки мармурами, що часто перешаровуються, мармуризованими вапняками і доломітом, кварцитами і кристалічними сланцями. Рудні тіла приурочені г.ч. до пластів доломіту і являють собою зігнуті пласто-, стрічко- і лінзоподібні поклади з роздувами, пережимами, численними пошаровими апофізами. Довжина їх по простяганню до 250 м, по падінню 600 м і більше. Потужність 0,7-15 м. Руди метаморфізовані. Основні рудні мінерали — сфалерит і пірит. Жильна маса складена кварцом, кальцитом, доломітом і діопсидом. Галеніт, халькопірит і піротин зустрічаються у вигляді невеликих прожилків і вкраплень.
Середній вміст Zn 10%. Загальні запаси руди — 16 млн т.

## Технологія розробки
Родовище розробляється підземним способом, а потім збагачується із застосуванням флотації. Вилучення цинку в 59%-ний концентрат — 93,5%.